# Рюштер, Отто
Отто Рюштер (нем. Otto Rüster, 1895 — после 1953) — немецкий шахматист.
Победитель Силезского шахматного конгресса 1925 г.
В составе сборной Германии участник неофициальной шахматной олимпиады 1926 г.
После войны жил в ГДР и участвовал в основном в заочных соревнованиях. Исключение — чемпионат ГДР 1953 г.
Сведения о биографии шахматиста крайне скудны.

## Спортивные результаты
| Год  | Город         | Соревнование                                                    | + | − | = | Результат | Место |
| ---- | ------------- | --------------------------------------------------------------- | - | - | - | --------- | ----- |
| 1925 | Бреслау       | Конгресс Силезского шахматного союза                            |   |   |   |           | 1     |
| 1926 | Бад-Альтхайде | Конгресс Силезского шахматного союза                            |   |   |   |           | [ 2 ] |
|      | Будапешт      | Неофициальная шахматная олимпиада (сборная Германии, 4-я доска) | 0 | 2 | 1 | ½ из 3    |       |
| 1953 | Йена          | Чемпионат ГДР                                                   | 2 | 8 | 1 | 2½ из 11  | 30    |